# Stephen Bennett
Stephen Bennett (Orpington (Kent), 1961. január 17. –) angol nemzetközi labdarúgó-játékvezető. Polgári foglalkozása tanár. Teljes neve Stephen (Steve) Graham Bennett.

## Pályafutása

### Nemzeti játékvezetés
A játékvezetésből 1984-ben vizsgázott, 1992–1993 között a országos asszisztens/játékvezető. 1993–1995 között a Premier Leagueban asszisztens/játékvezető. 1995–1999 Football League játékvetője. 1999–2010 között a Premier League játékvetője. Az aktív nemzeti játékvezetéstől 2010. június 30-án vonult vissza. Első ligás mérkőzéseinek száma: 254.

#### Nemzeti kupamérkőzések
Vezetett Kupa-döntők száma: 3.

##### Angol labdarúgó-szuperkupa
| Időpont             | Helyszín                    | Mérkőzés típusa | Mérkőzés                        | Eredmény | Nézők száma |
| ------------------- | --------------------------- | --------------- | ------------------------------- | -------- | ----------- |
| 2003. augusztus 10. | Millennium Stadion, Cardiff | döntő           | Arsenal FC–Manchester United FC | 1 : 1    | 59 923      |

##### Angol labdarúgó-ligakupa
| Időpont           | Helyszín                    | Mérkőzés típusa | Mérkőzés                | Eredmény | Nézők száma |
| ----------------- | --------------------------- | --------------- | ----------------------- | -------- | ----------- |
| 2005. február 27. | Millennium Stadion, Cardiff | döntő           | Chelsea FC–Liverpool FC | 2 : 3    | 78 000      |

##### FA-kupa
| Időpont         | Helyszín                | Mérkőzés típusa | Mérkőzés                        | Eredmény | Nézők száma |
| --------------- | ----------------------- | --------------- | ------------------------------- | -------- | ----------- |
| 2007. május 19. | Wembley Stadion, London | döntő           | Chelsea FC–Manchester United FC | 1 : 0    | 89 826      |

### Nemzetközi játékvezetés
Az Angol labdarúgó-szövetség Játékvezető Bizottsága (JB) terjesztette fel nemzetközi játékvezetőnek, a Nemzetközi Labdarúgó-szövetség (FIFA) 2001-től tartotta nyilván bírói keretében. A FIFA JB központi nyelvei közül a angolt beszéli. Több nemzetek közötti válogatott és klubmérkőzést vezetett, vagy működő társának 4. bíróként segített. FIFA JB besorolás szerint első kategóriás bíró. Az angol nemzetközi játékvezetők rangsorában, a világbajnokság-Európa-bajnokság sorrendjében többedmagával a 11. helyet foglalja el 8 találkozó szolgálatával. Az aktív nemzetközi játékvezetéstől 2006-ban a FIFA 45 éves korhatárát elérve búcsúzott. Válogatott mérkőzéseinek száma: 12.

#### Labdarúgó-világbajnokság
A világbajnoki döntőhöz vezető úton Németországba a XVIII., a 2006-os labdarúgó-világbajnokságra a FIFA JB bíróként alkalmazta. A CAF zónában is vezethetett előselejtezőt.

##### 2006-os labdarúgó-világbajnokság

###### Selejtező mérkőzés
| Időpont           | Helyszín                    | Mérkőzés típusa           | Mérkőzés                          | Eredmény | Nézők száma |
| ----------------- | --------------------------- | ------------------------- | --------------------------------- | -------- | ----------- |
| 2004. július 3.   | Városi Stadion, Kartúm      | előselejtező (3. csoport) | Szudán–Líbia                      | 0 : 1    | 10 000      |
| 2004. október 13. | ArenA Stadion, Amszterdam   | előselejtező (1. csoport) | Hollandia–Finnország              | 3 : 1    | 49 000      |
| 2005. február 9.  | Qemal Stafa Stadion, Tirana | előselejtező (2. csoport) | Albánia–Ukrajna                   | 0 : 2    | 12 000      |
| 2005. június 8.   | Mestalla Stadion, Valencia  | előselejtező (7. csoport) | Spanyolország–Bosznia-Hercegovina | 1 : 1    | 38 041      |
| 2005. október 8.  | Ullevaal Stadion, Oslo      | előselejtező (5. csoport) | Norvégia–Moldova                  | 1 : 0    | 23 409      |

#### Labdarúgó-Európa-bajnokság
Az európai-labdarúgó torna döntőjéhez vezető úton Portugáliába a XII., a 2004-es labdarúgó-Európa-bajnokságra és Ausztriába és Svájcba a XIII., a 2008-as labdarúgó-Európa-bajnokságra az UEFA JB játékvezetőként foglalkoztatta.

##### 2004-es labdarúgó-Európa-bajnokság

###### Selejtező mérkőzés
| Időpont          | Helyszín             | Mérkőzés típusa            | Mérkőzés      | Eredmény | Nézők száma |
| ---------------- | -------------------- | -------------------------- | ------------- | -------- | ----------- |
| 2003. június 11. | Városi Stadion, Genf | előselejtező (10. csoport) | Svájc–Albánia | 3 : 2    | 26 000      |

##### 2008-as labdarúgó-Európa-bajnokság

###### Selejtező mérkőzés
| Időpont             | Helyszín                         | Mérkőzés típusa           | Mérkőzés                 | Eredmény | Nézők száma |
| ------------------- | -------------------------------- | ------------------------- | ------------------------ | -------- | ----------- |
| 2006. szeptember 6. | Tehelne Pole Stadion, Bratislava | előselejtező (D. csoport) | Szlovákia–Csehország     | 0 : 3    | 24 000      |
| 2006. október 7.    | Rasunda Stadion, Solna           | előselejtező (F. csoport) | Svédország–Spanyolország | 2 : 0    | 38 000      |

#### A magyar labdarúgó-válogatott mérkőzései (1902–1929)
| Időpont         | Helyszín                             | Mérkőzés típusa          | Mérkőzés                 | Eredmény | Nézők száma |
| --------------- | ------------------------------------ | ------------------------ | ------------------------ | -------- | ----------- |
| 2004. június 6. | Fritz Walter Stadion, Kaiserslautern | 786. válogatott mérkőzés | Németország–Magyarország | 0 : 2    | 36 590      |